# Sinophlaeoba bannaensis
Sinophlaeoba bannaensis är en insektsart som beskrevs av Niu, Y. och Z. Zheng 2005. Sinophlaeoba bannaensis ingår i släktet Sinophlaeoba och familjen gräshoppor. Inga underarter finns listade i Catalogue of Life.